# Cercle de Konna
Le cercle de Konna est une circonscription administrative du Mali, subdivision de la région de Mopti.

## Histoire
Le cercle de Konna est instauré en 2023, à partir de deux communes soustraites du cercle de Mopti, Konna et Borondougou, une 3e commune Kontza est créée par démembrement de la commune de Konna.

## Subdivisions
Il compte 3 communes : Konna, Borondougou, Kontza.
Le cercle créé en 2023, codé en 0505 est divisé en 3 arrondissements, 3 communes et 37 villages, fractions, quartiers : VFQ.
| Code   | Arrondissement                  |
| ------ | ------------------------------- |
| 050501 | Arrondissement central de Konna |
| 050502 | Arrondissement de Diambakourou  |
| 050503 | Arrondissement de Kontza        |

| Code     | Commune     | Chef-lieu    | VFQ |
| -------- | ----------- | ------------ | --- |
| 05050101 | Konna       | Konna        | 23  |
| 05050201 | Borondougou | Diambakourou | 5   |
| 05050301 | Kontza      | Kontza       | 9   |